# Antônio José Maria de Souza e Silva
Antônio José Maria de Souza e Silva (* 16. August 1950 in Rio de Janeiro, Brasilien) ist ein brasilianischer Diplomat. Er hat den Rang eines Ministro de Primeira Classe da Carreira de Diplomata do Ministério das Relações Exteriores.

## Werdegang
Souza e Silva ist der Sohn von Celso Antonio de Souza e Silva und Maria Alice de Azevedo Teixeira de Souza e Silva.
Bis 1973 studierte Souza e Silva Jura und Sozialwissenschaften an der Fakultät für Recht Cândido Mendes in Rio de Janeiro. 1976 wurde er Mitglied des Auswärtigen Diensts als dritter Sekretär. Er begann in der Abteilung Operationen für Operationen zur Wirtschaftsförderung als Assistent zu arbeiten. 1979 wurde er zum zweiten Sekretär befördert und ging an das Generalkonsulat in New York. 1982 wechselte Souza e Silva an die Botschaft in Guatemala als Verantwortlicher für Geschäfte und noch im selben Jahr an die Botschaft in Asunción (Paraguay), wo er 1984 zum ersten Sekretär befördert wurde. 1987 wurde Souza e Silva stellvertretender Chef der Abteilung Finanzpolitik und 1988 Verantwortlicher für Beziehungen an der Botschaft in Islamabad (Pakistan). 1989 erfolgte die Beförderung zum diplomatischen Rat und 1993 der Wechsel an die Botschaft in Prag. 1987 wurde Souza e Silva Chrf der Abteilung Europa und im selben Jahr stellvertretender Generaldirektor des Departement Europa. Im Departement Wirtschaftsförderung wurde er 2000 Berater. Als Chef der Delegation vertrat Souza e Silva Brasilien 2003 in Paris bei der 134. Versammlung des Bureau International des Expositions (BIE) und wurde 2004 Chef der Abteilung Messen und Tourismus. Auch bei der 135. Versammlung des BIE 2004 war Souza e Silva Delegationsleiter. Im selben Jahr erfolgte die Beförderung zum Ministro de Segunda Classe.
Am 25. August 2004 wurde Souza e Silva von Präsident Luiz Inácio Lula da Silva zum neuen brasilianischen Botschafter in Osttimor ernannt. Die Bestätigung vom Bundessenat erfolgte am 6. Oktober 2004. Das Amt hatte Souza e Silva bis 2007 inne. Von 2008 bis 2012 war Souza e Silva dann Botschafter in Maputo (Mosambik) und von 2016 bis 2019 Botschafter in Myanmar.

## Auszeichnungen
- 1984: Rio-Branco-Orden, Offizier[1]